# Zachód słońca w Milanówku
Zachód słońca w Milanówku – zbiór wierszy Jarosława Marka Rymkiewicza, wydany w 2002 roku, za który poeta otrzymał główną Nagrodę Literacką „Nike” w 2003 roku.

## Historia
Książka poetycka licząca 66 stron ukazała się nakładem Wydawnictwa Sic! w 2002 roku w miękkiej okładce, jej premiera nastąpiła 21 października 2002 roku. Autor zdobył za ten tom Nagrodę Literacką „Nike” dla najlepszej książki w 2003 roku. Poeta nie przyszedł na galę wręczenia nagrody, ale przygotował list, który odczytano podczas uroczystości.
Na podstawie tomów: Zachód słońca w Milanówku, Cicho ciszej oraz Do widzenia gawrony powstał spektakl teatralny pt. Zachód słońca w Milanówku, którego scenarzystką i reżyserką była Irena Jun. Sztuka została wystawiona w Teatrze Studio im. Stanisława Ignacego Witkiewicza w Warszawie, miała premierę 20 maja 2006 roku.
Anatol Niechaj przełożył wybrane wiersze ze zbioru na język rosyjski. Tom tych przekładów pt. Sad v Milânuvke wydano w Sankt Petersburgu w 2009 roku.

## Forma i tematyka
Książka składa się z 37 wierszy, 24 z nich zostały napisane trzynastozgłoskowcem ze średniówką po 7. sylabie, 7 zostało napisanych dwunastozgłoskowcem, po 3 – jedenastozgłoskowcem i dziewięciozgłoskowcem. Czterokrotnie pojawiły się w nich odstępstwa sylabiczne. Zastosowane formy wierszowe dają efekt nadzwyczajnego zrytmizowania i „umuzycznienia” tekstów. Częste są powtórzenia wyrazów i całych fraz czy grup wyrazów oraz anafory. Interpunkcja została potraktowana selektywnie: brak przecinków oraz kropek, występują natomiast znaki zapytania i wykrzykniki.
Zbiór jest utrzymany w charakterystycznej dla Jarosława Marka Rymkiewicza poetyce barokowo-romantycznej. Jest to głównie liryka refleksyjna. Poeta namyśla się nad bytem opisując dzikie i domowe zwierzęta oraz rośliny. Głównymi bohaterami wierszy są koty postrzegane jako byty metafizyczne. Istnienie oraz miejsce przebywania Boga nie jest dla podmiotu lirycznego pewne i znane – pozostaje wątpliwe, choć pojawienie się Boga jest nieustannie wyczekiwane (jak np. w wierszu Ogród w Milanówku, pieśń nocnego wędrowca). Najistotniejszym poruszanym tematem jest śmierć – thema regium oraz powiązanie człowieka z przyrodą i jego obecność w niej. Pomimo wagi poruszanych zagadnień teksty nie są pozbawione humoru oraz ironicznego dystansu, a strefy sacrum i profanum przenikają się. Tytułowego Milanówka nie należy rozpatrywać jako realnego miasta, ale stanowi ono miejsce baśniowe i archetypiczne, scalające wątki i pełniące rolę kompozycyjną.
Skojarzenia muzyczne są obecne niemal w każdym z wierszy tomu. Liczne są muzyczne nawiązania; w trzech wierszach został przywołany kompozytor Franz Schubert, w tytułach wierszy pojawiają się także: Johannes Brahms, Antonín Dvořák, Siergiej Prokofjew, a np. w wierszu Ogród w Milanówku, koniec listopada kosmos zostaje porównany do Antonia Vivaldiego; przywołany zostaje także np. taniec śmierci czy cykl Piękna młynarka. 

## Odbiór krytyczny
Adam Wiedemann w recenzji tomu był zdania, że nie jest on inny jakościowo od dwóch poprzednich zbiorów poetyckich Rymkiewicza, jednak jest dowodem znakomitej formy poety. Przychylnie do tomu był nastawiony także np. Bohdan Zadura. Ryszard Przybylski w posłowiu do książki napisał, że zdarzają się poeci, którzy egzystencję słyszą i [ś]piewają. Maciej Pinkwart w swej recenzji nie był przychylnie nastawiony do zastosowanych rymów, które jego zdaniem wyją sztucznością.